# アルミランテ・ガストン・モッタ (補給艦)
アルミランテ・ガストン・モッタ（ポルトガル語: NT Almirante Gastão Motta (G-23)）とは、ブラジル海軍の給油艦である。